# Peter Edward Russell
Peter Edward Russell (1913 - 2006) fue un hispanista e historiador neozelandés.
Desde 1953 fue catedrático de estudios hispánicos en la Universidad de Oxford, donde también fue director de estudios portugueses. Discípulo de William James Entwistle y de Dámaso Alonso, cursó idiomas y literatura modernas en Oxford (1931-1935), dedicándose después a estudiar durante muchos años en los archivos peninsulares e ingleses la historia de las intervenciones diplomáticas y militares de Inglaterra en España y Portugal en el siglo XIV. Después de la Segunda Guerra Mundial publicó, sin abandonar su interés por la historia medieval, varios estudios sobre temas literarios como la epopeya medieval, La Celestina y la influencia de la literatura española en Inglaterra en los siglos XVI y XVII. Fue miembro de la Academia Portuguesa de Historia y de varias entidades angloespañolas y angloportuguesas. Entre sus libros destacan As fontes de Fernâo Lopes (Coímbra, 1914); The English intervention in Spain and Portugal in the Time of Edward III and Richard II (Oxford, 1955) y Prince Henry the Navigator (Londres: Hispanic and Luso-Brazilian Councils, 1960). Entre el gran número de estudios aparecidos en diversas revistas, destacan varios trabajos sobre el Cid, otros sobre Fernando de Rojas y La Celestina, literatura e historia portuguesas, inglesas y castellanas (Enrique el Navegante, Fernando Lopes, Eduardo III, Ricardo II, Pedro I el Cruel, Enrique II) y Dante Alighieri y el humanismo español.